# Ramsin (Sandersdorf-Brehna)
Ramsin (Sandersdorf-Brehna) is een plaats en voormalige gemeente in de Duitse deelstaat Saksen-Anhalt, en maakt deel uit van de Landkreis Anhalt-Bitterfeld.
Ramsin (Sandersdorf-Brehna) telt 1.044 inwoners.